# Hoya lutea
Hoya lutea är en oleanderväxtart som beskrevs av Joseph Decaisne. Hoya lutea ingår i släktet Hoya och familjen oleanderväxter. Inga underarter finns listade i Catalogue of Life.